# Japan (Dawe)
Japan is een bestuurslaag in het regentschap Kudus van de provincie Midden-Java, Indonesië. Japan telt 3782 inwoners (volkstelling 2010).